# Дитко, Леонард Леонардович
Леонард Леонардович Дитко (26 декабря 1921, Екатеринбург — 5 января 2006, Воронеж) — хормейстер, общественный деятель, писатель и театровед. Заслуженный артист РСФСР (1972), Заслуженный деятель искусств Всероссийского музыкального союза (2001). Советник по искусству в Монголии (с 1957), член Союза писателей «Воинское содружество»; член Союза театральных деятелей России; вице-президент Воронежской областной ассоциации музыкантов. Режиссёр более 100 оперных и опереточных спектаклей.

## Биография
Окончил музыкально-педагогическое отделение Свердловского музыкального училища, дирижёрско-хоровой факультет Уральской консерватории им. Мусоргского (1950, класс проф. М. И. Павермана, проф. А. В. Преображенского).

1941-45 гг. — служил в РККА в Военно-воздушной академии имени Жуковского пехотном училище (музыкант).

1950-51 гг. — хормейстер Свердловского театра оперы и балета.

1951-55 гг. — хормейстер и ассистент главного дирижера Пермского театра оперы и балета.

1955-57 гг. — главный хормейстер Свердловского театра оперы и балета.

1957-60 гг. — советник по искусству Монгольской Народной Республики г. Улан-Батор и художественный руководитель оперной студии в советском клубе им. В. И. Ленина

С 1960 года организатор и долгие годы художественный руководитель хорового коллектива Воронежского музыкального театра, который с 1968 переименовали в Воронежский театр оперы и балета.

Основатель и художественный руководитель академического хора Воронежского государственного университета (1962—1967), оперной студии ДК имени 50-летия Октября (1962—1968), где осуществил постановки: «Запорожец за Дунаем» С.Гулак-Артемовского, «Свадьба в Малиновке» Б.Александрова.

Автор брошюр «Сердца и таланты, отданные людям» (В., 2000), «Герои живут вечно» (В., 2000) и многих статей по истории Воронежского музыкального театра.